# Języki senagi
Języki senagi – niewielka rodzina języków papuaskich używanych na pograniczu Papui-Nowej Gwinei i Indonezji. Tworzą ją dwa blisko ze sobą spokrewnione języki: angor (senagi) i dera (kamberatoro).
Charakteryzują się bardzo złożoną morfologią czasownika. Ze względu na podobieństwa typologiczne znalazły się w starszej wersji rodziny transnowogwinejskiej, którą postulował S.A. Wurm. Nie zidentyfikowano jednak form pokrewnych (ani w leksyce, ani w gramatyce), które mogłyby potwierdzić taką ich przynależność.
Oba języki zostały dobrze opisane w literaturze. 